# Миодраг Зец
Миодраг Зец (Доњи Јеловац, 20 јануар 1952) српски је економиста и редовни универзитетски професор у пензији. Главна подручја његовог интересовања су приватизација и транзиција. Био је помоћник директора и саветник Агенције за приватизацију и шеф радне групе која је припремила нацрт Закона о привредним друштвима (2003—2004).

## Биографија
Рођен је 20. јануара 1952. године у Доњем Јеловцу, општина Приједор. Основну школу и гимназију завршио у Приједору са одличним успехом. На Економски факултет у Београду уписао се школске 1971/72 године, а дипломирао је 1975. године са просечном оценом 9.20. Постдипломске студије на курсу „Привредни развој-политика привредног развоја” започео је школске 1975/76. године и положио све испите са просечном оценом 9,20. Магистарски рад и докторску дисертацију одбранио на Економском факултету у Београду.
У периоду 1975-85. радио на Економском факултету у Бањoj Луци као асистент, а потом као доцент на предмету Политичка економија и Савремени привредни системи. У периоду 1986-91. ради у Институту економских наука у Београду као истраживач-сарадник и директор истраживања.
На Филозофски факултет прелази 1991. године на предмет „Основи економије” где је радио до пензије, у коју је отишао 2019. године. Упоредо са радом на основним студијама ангажован је и на постдипломским студијама у Београду, Подгорици, Српском Сарајеву и Бањoj Луци. На постдипломским студијама Економског факултета у Српском Сарајеву предавао је предмет „Тржиште новца и капитала”. У Бањoj Луци на међународном постдипломском курсу који Економски факултет организује са LSE – London предавао предмет „Искуства транзиције и реконструкције”. На ААОМ-у држао курс под називом „Приватизација”.
До сада је био ментор и члан бројних комисија за одбрану магистарских и докторских радова на Економском факултету у Београду, Подгорици, Приштини, Бањoj Луци. Учествовао у изради бројних пројеката за потребе влада СФРЈ, СРЈ, Републике Србије, Црне Горе и Републике Српске. Поред професуре бави се консалтингом за потребе крупних предузећа и банака.
Присутан је у јавности кроз писање колумни, прилозима у дневној штампи и другим електронским медијима.
Члан је редакција научног часописа „Панекономикус”, а раније је био члан редакција часописа: „Економска мисао”, „Економист”, „Економске анализе”, „Економике” и Пословне политике. Члан је Научног друштва економиста и Академије економских наука.
До сада је објавио, као аутори коаутор, шест књига, 34 прилога у тематским зборницима и преко 150 чланака у домаћим и међународним часописима.

## Галерија
- Миодраг Зец на фотографији Стевана Крагујевића
- Миодраг Зец, 2012. године